# Синильников, Валерий Яковлевич
Валерий Яковлевич Синильников (1924—1980) — подполковник Советской армии, участник Великой Отечественной войны, Герой Советского Союза (1943).

## Биография
Валерий Синильников родился 22 марта 1924 года в селе Илек (ныне — Оренбургская область). С раннего возраста проживал в Актюбинске, окончил там восемь классов школы и курсы счётных работников, после чего работал помощником бухгалтера. В 1942 году Синильников был призван на службу в Рабоче-крестьянскую Красную армию. С того же года — на фронтах Великой Отечественной войны.
К октябрю 1943 года сержант Валерий Синильников командовал пулемётным расчётом 529-го стрелкового полка 163-й стрелковой дивизии 38-й армии Воронежского фронта. Отличился во время битвы за Днепр. 1 октября 1943 года расчёт Синильникова одним из первых переправился через Днепр на территории Вышгородского района Киевской области Украинской ССР и принял активное участие в боях за захват и удержание плацдарма, лично уничтожив 2 огневые точки и захватив 2 пулемёта противника.
Указом Президиума Верховного Совета СССР от 29 октября 1943 года за «образцовое выполнение боевых заданий командования на фронте борьбы с немецкими захватчиками и проявленные при этом мужество и героизм» сержант Валерий Синильников был удостоен высокого звания Героя Советского Союза с вручением ордена Ленина и медали «Золотая Звезда» за номером 1848.
После окончания войны Синильников продолжил службу в Советской Армии. В 1945 году окончил Рязанское артиллерийское училище. В 1971 году в звании подполковника был уволен в запас, после чего работал преподавателем военной кафедры Одесского государственного университета имени И. И. Мечникова.
Проживал и работал в Одессе. Скончался 2 июля 1980 года, похоронен на Таировском кладбище Одессы.
Был также награждён рядом медалей.